# Antoni Canu
Antoni Canu (Ocier, Sardenya, 19 de maig de 1929) és una de les veus poètiques més reconegudes de l'Alguer. Tot i ser de llengua familiar sarda, ha fet del català la seua llengua literària. El 2020 va rebre la Creu de Sant Jordi.
La seua poesia, reconeguda a l'Alguer, a Sardenya, al conjunt de l'estat italià i als diversos territoris de parla catalana, es caracteritza per l'intent de documentar les emocions més íntimes mitjançant un vers aparentment senzill però que amaga una profunda sensibilitat a l'hora de reflectir l'evocació del passat, l'amor, la mort, fets que l'han copsat, etc.
El 2009 va rebre el Premi Nacional Joan Coromines, atorgat per la Coordinadora d'Associacions per la Llengua Catalana

## Biografia
Nasqué el 19 de maig de 1929 a Ocier en el si d'una família sarda que el 1939 va emigrar fins a l'Alguer. Així Canu es mudà a aquesta ciutat a l'edat de 10 anys. La seua primera llengua va ser el sard logudorès. Arribaren a una ciutat on llavors el català era llengua viva i omnipresent a tots els racons de l'Alguer. Era la llengua dels nens, dels pescadors i de la resta d'oficis de la ciutat. Així va ser com Canu es va veure motivat a aprendre l'alguerès per tal de poder jugar amb els altres nens. Aquest fet i aquesta vitalitat de la llengua va ser comú fins ben entrats els anys 60 del segle xx. Moment en què no només l'alguerès s'ha vist en retrocés davant de l'italià, sinó que ha estat un fet comú en totes les llengües minoritzades d'Europa. Canu es casà amb l'algueresa Maria Musso.
Per conèixer l'alguerès amb més profunditat i utilitzar-lo amb més propietat, Antoni Canu assisteix, a partir de 1985, a l'Escola de Alguerés "Pasqual Scanu" i a partir de 1990 comença a utilitzar la nostra llengua com a expressió poètica. Canu ha fet seu l'idioma de la ciutat que l'adoptà als 10 anys però sense oblidar mai els costums i la memòria de la seua terra d'origen. Aquest fet l'ha convertit en un ambaixador de la cultura catalana a Sardenya i a Itàlia, on ha guanyat nombrosos premis literaris.
Una dada curiosa, una poesia seua anomenada Vibracions fou publicada en català (acompanyada d'una traducció a l'italià)en una revista de difusió estatal italiana de l'empresa Zanussi. I a l'inrevés, la seua obra ha permès fer conèixer a la resta de catalanoparlants l'Alguer i Sardenya. El poema Vella Alguer s'ha usat sovent per il·lustrar la situació sociolingüística de la ciutat catalana de Sardenya en dossiers didàctics del Departament d'Ensenyament de la Generalitat de Catalunya.

## Obra
Antoni Canu ha publicat fins al moment quatre reculls de poesia:
- Poesies (1995)
- En l'arc dels dies (2000)
- Nou cant (2007)
- Les mies mans (2014)
- Ànimes precioses (2019)

Els tres llibres primers han estat editats per Edicions del Sol de l'Alguer i han comptat amb el suport de l'Obra Cultural de l'Alguer i de l'Escola de Alguerés "Pasqual Scanu". El quart l'ha publicat Edizioni Nemapress de Roma/l'Alguer. El 2008 l'editorial barcelonina Fasolcat publicà Les veus de l'Alguer: Vint cançons per a veu i piano sobre poemes de Rafael Caria i Antoni Canu, on es poden trobar alguns poemes de Canu musicats pel compositor Manuel Garcia Morante i interpretats per la soprano Eulàlia Ara i la pianista Tània Parra. Aquesta mateixa editorial publicà el 2009, amb el títol Itinerari poètic, l'obra completa, fins aleshores, d'Antoni Canu, acompanyada d'un disc amb 11 poemes de l'autor interpretats per diversos cantants algueresos, barcelonins i sards (també en català, però) i 17 poemes recitats per Canu. El darrer poemari, Ànimes precioses, és editat per Edicions Saldonar de Barcelona.

## Característiques de la seua obra
La seua poesia tracta temes diversos, ja que el seu estil aparentment senzill és capaç de parlar de qualsevol cosa. La seua poesia Vibracions parla d'una rentadora que Canu converteix en poesia sense cap dificultat. També trobam poemes que fan referència, sempre des d'una perspectiva antibel·licista, a Kosovo, a Sarajevo o a Chiapas entre d'altres. Des d'aquesta perspectiva Canu fa cabre la seua poesia amb la dinàmica del seu dia a dia, del seu món humil i majestuós que és capaç de cantar amb una imaginació nítida i nostàlgica plena de llum i vitalitat. És una poesia sempre escrita de cara a la mar, a les ondes de la marina. Entre els seus versos s'hi pot llegir la visió que té el poeta de la vida, el seu art de viure que se centra en la forma senzilla, musical i imaginativa de veure la vida des d'una òptica contemplativa tan típica i pròpia de la cultura mediterrània. Aquesta manera de veure el món és la que dona una frescor tan palpable a la seua poesia.
La característica més remarcable de la seua poesia és que, mitjançant un vers curt, àgil i precís, desproveït d'artifici, sap comunicar la seua experiència viscuda i recuperada des de la nostàlgia pròpia d'una poesia de maduresa. Sap dignificar allò que és quotidià amb un ritme poètic personal, altament intuïtiu. Cal destacar la utilització de figures metafòriques certament inèdites. Per exemple, referint-se al Sol pot llegir-se:
 "quan l'esperança amb mans nuoses 

 enceneva una a una les roselles 

 com els ciris a Pasqua"
I ressaltar també, la singular representació del transcurs de la vida com:
 "una flota d'anys 

 atraca al port 

 de les mies espatlles"
Els poemes de Canu presenten una calculada meditació estilística, malgrat que, a voltes, per algun lector pugui semblar que l'autor recorri a allò que Maragall anomenà Paraula Viva. És justament aquesta conjunció la que li dona valor i frescor a la poesia de Canu: una aparent senzillesa que aconsegueix comunicar uns sentiments, uns records, uns anhels. Però al darrere hi ha una constant feina de revisió, d'autoexigència, d'ajustament, de recerca del mot precís per a aquell context buscant la musicalitat i pouant, si cal, en les fonts de tot el català i recórrer a mots d'altres dialectes si cal.
Justament, a nivell lingüístic, també cal destacar el treball de Canu per trobar una llengua literària que, sense renunciar als trets algueresos, sigui compresa per la resta dels catalanoparlants. No és una obra localista, d'àmbit reduït, sinó una obra que vol arribar al conjunt de la comunitat lingüística catalana i més enllà.

## Algun exemple de la seua obra
VIBRACIONS 

 Mans quietes rellisquen 

 sobre rieres de fills colorats 

 que condueixen a les fonts secretes 

 on hòmens coneixen lo llenguatge 

 que les engendraren. 

 I fan encara... 

 pulsar el cor, 

 escoltar el cant de l'aigua 

 que s'envolta 

 i el respir del fluid 

 que corre en les artèries de metall 

 per evaporar com la boira 

 i renàixer com l'onda de la mar.